# Royals
Singles de Lorde
Tennis Court
(2013)
Royals est une chanson de l'artiste néo-zélandaise Lorde, issue de son premier album studio Pure Heroine. Elle est sortie en single le 8 mars 2013 sous le label Republic Records.
En 2021, le magazine américain Rolling Stone classe la chanson en 30e position dans sa liste des « 500 plus grandes chansons de tous les temps ».

## Écriture
Royals est inspirée par une photo du joueur de baseball George Brett de l'équipe des Royals de Kansas City, prise par le photographe Ted Spiegel et publiée dans un article de juillet 1976 de National Geographic au sujet de la ville de Kansas City, aux États-Unis. La chanson devient en octobre 2014 un hymne de l'équipe des Royals lors de leur participation à la Série mondiale 2014, au point d'être bannie des ondes de certaines stations de radio de la ville de leurs adversaires, San Francisco, le temps de la compétition.
Elle est aussi inspirée par les chansons telles celles de Lana Del Rey qui parlent « d'alcools chers, de beaux vêtements et de belles voitures » (« expensive alcohol, beautiful clothes and beautiful cars »).
Une blogueuse a lancé une polémique en voyant dans les paroles de Royals une critique raciste du style de vie bling-bling des rappeurs afro-américains.

## Performance dans les hits-parades
| Classement (2013)                       | Meilleure position |
| --------------------------------------- | ------------------ |
| Allemagne (Media Control AG)            | 8                  |
| Australie (ARIA)                        | 2                  |
| Autriche (Ö3 Austria Top 40)            | 2                  |
| Canada (Hot 100)                        | 1                  |
| Belgique (Flandre Ultratop 50 Airplay)  | 1                  |
| Belgique (Flandre Ultratop 50 Singles)  | 1                  |
| Belgique (Wallonie Ultratop 50 Airplay) | 2                  |
| Belgique (Wallonie Ultratop 50 Singles) | 1                  |
| Danemark (Tracklisten)                  | 3                  |
| Espagne (PROMUSICAE)                    | 9                  |
| Finlande (Suomen virallinen lista)      | 8                  |
| France (SNEP)                           | 4                  |
| Hongrie (Rádiós Top 40)                 | 32                 |
| Irlande (IRMA)                          | 1                  |
| Islande (Tónlist)                       | 2                  |
| Italie (FIMI)                           | 1                  |
| Japon (Hot 100)                         | 16                 |
| Norvège (VG-lista)                      | 3                  |
| Nouvelle-Zélande (RMNZ)                 | 1                  |
| Pays-Bas (Nederlandse Top 40)           | 4                  |
| Pays-Bas (Single Top 100)               | 4                  |
| Pologne (ZPAV)                          | 11                 |
| Royaume-Uni (UK Singles Chart)          | 1                  |
| Tchéquie (IFPI Rádio)                   | 7                  |
| Slovaquie (IFPI Rádio)                  | 4                  |
| Suède (Sverigetopplistan)               | 4                  |
| Suisse (Schweizer Hitparade)            | 3                  |
| États-Unis (Hot 100)                    | 1                  |
| États-Unis (Pop Airplay)                | 1                  |
| États-Unis (Adult Pop Songs)            | 1                  |
| États-Unis (Alternative Songs)          | 1                  |
| États-Unis (Adult Contemporary)         | 8                  |
| États-Unis (Dance Club Songs)           | 18                 |

| Classement (2013)   | Position |
| ------------------- | -------- |
| Australie           | 5        |
| Belgique (Flandre)  | 43       |
| Belgique (Wallonie) | 66       |
| Canada              | 18       |
| Nouvelle-Zélande    | 2        |
| Suisse              | 51       |
| États-Unis          | 15       |

| Pays               | Certification |
| ------------------ | ------------- |
| Allemagne          | Or            |
| Australie          | 5 × Platine   |
| Belgique (Flandre) | Or            |
| Canada             | 6 × Platine   |
| Danemark           | Platine       |
| Italie             | Platine       |
| Nouvelle-Zélande   | 4 × Platine   |
| Royaume-Uni        | Or            |
| Suède              | 2 × Platine   |
| Suisse             | Or            |
| États-Unis         | 13 × Platine  |